# التصفيات المؤهلة لدوري أبطال آسيا 2022
التصفيات المؤهلة لدوري أبطال آسيا 2022 أقيمت في الفترة من 8 إلى 15 مارس 2022. يتنافس 16 فريقًا في التصفيات المؤهلة لتحديد 7 فرق لإكمال 40 فريقا في مرحلة المجموعات من دوري أبطال آسيا 2022 .

## الفرق
الفرق الـ 16 التالية ، مقسمة إلى منطقتين (غرب آسيا وشرق آسيا) ، تدخل التصفيات المؤهلة ، وتتكون من جولتين:
- 4 فرق تدخل في الدور التمهيدي.
- 12 فريقًا يدخلون في مرحلة الإقصائيات.

| منطقة    | مرحلة الإقصائيات                                                                               | الجولة التمهيدية                                            |
| -------- | ---------------------------------------------------------------------------------------------- | ----------------------------------------------------------- |
| غرب آسيا | - التعاون - بانياس - الشارقة - الزوراء - نسف قرشي - الجيش                                      |                                                             |
| شرق آسيا | - تشانغتشون ياتاي - فيسيل كوبي - أولسان هيونداي - دايجو - بوريرام يونايتد - ميناء - أستراليا 2 | - سيدني إف سي - كايا إف سي – إيلويلو - شان يونايتد [note 1] |

## النظام
في التصفيات المؤهلة ، ستلعب كل جولة من مباراة واحدة. وسيتم استخدام الوقت الإضافي وضربات الجزاء الترجيحية لتحديد الفائز إذا لزم الأمر.

## الجدول
جدول كل جولة على النحو التالي.
| الجولة         | غرب آسيا     | شرق آسيا     |
| -------------- | ------------ | ------------ |
| الدور التمهيدي | لم تلعب      | 8 مارس 2022  |
| الجولة فاصلة   | 15 مارس 2022 | 15 مارس 2022 |

## الدور التمهيدي
| فريق 1         | نتيجة | فريق 2               |
| -------------- | ----- | -------------------- |
| سيدني إف سي    | 5–0   | كايا إف سي – إيلويلو |
| ملبورن فيكتوري | ألغيت | شان يونايتد          |

### شرق آسيا
| سيدني إف سي                                                          | 5–0   | كايا إف سي – إيلويلو |
| -------------------------------------------------------------------- | ----- | -------------------- |
| - ترين بوهاغيار 30' - بوبو 47'، 49' (ركلة.) - آدم لو فوندري 71'، 81' | تقرير |                      |

## الجولة فاصلة
| فريق 1   | نتيجة                 | فريق 2   |
| -------- | --------------------- | -------- |
| التعاون  | 1–1 (ب.و.إ.) (5–4 ج.) | الجيش    |
| باني ياس | 0–2                   | نسف قرشي |
| الشارقة  | 1–1(ب.و.إ.) (6–5 ج.)  | الزوراء  |

| فريق 1          | نتيجة                 | فريق 2          |
| --------------- | --------------------- | --------------- |
| تشانغتشون ياتاي | ألغيت                 | سيدني إف سي     |
| فيسيل كوبه      | 4–3 (ب.و.إ.)          | ملبورن فيكتوري  |
| أولسان هيونداي  | 3–0                   | بورت            |
| دايجو           | 1–1 (ب.و.إ.) (3–2 ج.) | بوريرام يونايتد |

### غرب آسيا
| التعاون                                                                       | 1–1 (ب.و.إ.) | الجيش                                            |
| ----------------------------------------------------------------------------- | ------------ | ------------------------------------------------ |
| سميحان النابت 81'                                                             |              | محمد الواكد 70'                                  |
| ركلات الترجيح                                                                 |              |                                                  |
| - نواف الصبحي - لياندر تاومبا - معتز هوساوي - كاسيو دوس أنغوس - ألفارو ميدران | 5–4          | - أحمد الصالح - Hamad - Al Turk - Meshleb - Amer |

| بني ياس | 0–2 | نسف قرشي                          |
| ------- | --- | --------------------------------- |
|         |     | - Nasrullayev 27' - Norchayev 75' |

| الشارقة                                                                                  | 1–1 (ب.و.إ.) | الزوراء                                                              |
| ---------------------------------------------------------------------------------------- | ------------ | -------------------------------------------------------------------- |
| خالد با وزير 89' (ركلة.)                                                                 |              | سعد عبد الأمير 62'                                                   |
| ركلات الترجيح                                                                            |              |                                                                      |
| - خالد با وزير - أوتابيك شوكوروف - سالم صالح - Caio - محمد عبد الباسط - شاهين عبد الرحمن | 6–5          | - Sartip - سعد عبد الأمير - Touil - Ridha Jalil - مهدي كامل - Hassan |

### شرق آسيا
| نادي تشانغتشون ياتاي | Cancelled | سيدني إف سي |
| -------------------- | --------- | ----------- |
|                      |           |             |

| فيسيل كوبه                                               | 4–3 (ب.و.إ.) | نادي ملبورن فيكتوري                           |
| -------------------------------------------------------- | ------------ | --------------------------------------------- |
| - أندريس إنييستا 6' - يويا أوساكو 80'، 87' - لينكولن 95' | Live Report  | - نيكولاس داغوستينو 12'، 71' - بين فولامي 90' |

| أولسان هيونداي                                                                    | 3–0         | Port |
| --------------------------------------------------------------------------------- | ----------- | ---- |
| - Choi Gi-yun 19' - Um Won-sang 83' - ليوناردو ناسيمنتو لوبيز دي سوزا 87' (ركلة.) | Live Report |      |

| نادي دايجو                                       | 1–1 (ب.و.إ.) | نادي بوريرام يونايتد                                                                      |
| ------------------------------------------------ | ------------ | ----------------------------------------------------------------------------------------- |
| سيسينها 120+1'                                   | Live Report  | جوناتان بولينغي 119'                                                                      |
| ركلات الترجيح                                    |              |                                                                                           |
| - برونو لاماس - Kim Jin-hyuk - إي غن هو - Suzuki | 3–2          | - Ratthanakorn - سوفانات مويانتا - تيراتون بونماتان - ساسالاك هايبراخون - جوناتان بولينغي |